# برج فلسطين (غزة)
برج فلسطين، برج سكني تجاري يقع في حي الرمال وسط مدينة غزة الفلسطينية، دمرته طائرات الحربية الإسرائيلية يوم السبت 7-10-2023 ردا على عملية طوفان الأقصى.

## محتويات البرج
يتكون «برج فلسطين» من 14 طابقًا ويضم بين أركانه العديد من المؤسسات الإعلامية والعيادات والشقق السكنية.

## تدميره
في عصر يوم السبت 7 تشرين الأول/ أكتوبر 2023 قامت طائرات الإحتلال الإسرائيلي بتدمير البرج كاملاً وتسويته بالأرض وذلك ضمن عملياتها العسكرية في قطاع غزة رداً على عملية طوفان الأقصى التي شنتها قوات المقاومة الفلسطينية في العمق الإسرائيلي. وأفادت مصادر محلية فلسطينية باستهداف طائرات الاحتلال البرج بصاروخ تحذيري، ثم لحقه صاروخ آخر أدى لتدميره بشكل كامل. وسبق وأن استهدفته طائرات الإحتلال جزئيا خلال عدونها على القطاع في صيف 2022، تحديدا في 5 آب / أغسطس 2022 نتج عنها تدمير 8 شقق سكنية.